# 凯瑟琳·罗尔斯
凯瑟琳·罗尔斯（英語：Katherine Rawls，1917年6月14日—1982年4月8日），美国女子跳水、游泳运动员。她曾代表美国参加1932年和1936年夏季奥林匹克运动会，获得二枚银牌和一枚铜牌。